# Parco naturale dei Lagoni di Mercurago
Il parco naturale dei Lagoni di Mercurago, noto anche semplicemente con il nome di Parco dei Lagoni, è un'area naturale protetta situata sul versante occidentale del Lago Maggiore in una zona collinare del Piemonte, tra i comuni di Arona, Dormelletto, Comignago e Oleggio Castello. Dal 1980 il parco è un'area naturale protetta e nel 2011 è stato inserito nell'elenco dei Patrimoni dell'umanità dell'UNESCO, rientrando tra i 111 siti palafitticoli preistorici localizzati attorno alle Alpi. 
Il Parco comprende una serie eterogenea di ecosistemi: la zona umida, ricca di stagni, torbiere e paludi, rappresenta il vero cuore pulsante del parco; nei prati e nei pascoli si coltiva e si pratica l'allevamento di cavalli da corsa, il tutto in un contesto poco urbanizzato e ricco di boschi e brughiere.

## Territorio
Il Parco naturale si estende su di una superficie di circa 473 ettari circa, sulle ampie colline moreniche - vecchie di oltre diecimila anni - che circondano la parte piemontese del Lago Maggiore. Tale area naturale, che si sviluppa su più comuni del novarese, è poco lontana dal centro di Arona e ha come accesso principale Mercurago (frazione di Arona). La natura, che domina incontrastata nel Parco, non è stata scalfita da quelle attività umane residuali esistenti che, pertanto, si sono integrate in maniera esemplare.

## Accesso
L'accesso principale al Parco dei Lagoni è quello della sede e del centro visite, in via Gattico 6 a Mercurago, frazione di Arona. L'area è annunciata da una serie di cartelli segnaletici (marroni con scritta bianca) e da stemmi con il martin pescatore.

## Flora
Con l'istituzione dell'area naturale protetta, nel 1980, si è riusciti a preservare una flora che tutt'oggi è ancora ricca di specie vegetali più o meno rare, tipiche di alcune zone umide. Tra queste, infatti, si possono annoverare la castagna d'acqua, le tife, mazzasorda, la cannuccia di palude, le ninfee, i carici e i mughetti. Il tutto in un contesto, quello del Parco dei Lagoni, ricco di boschi caratterizzati dalla presenza di querce, castagni, betulle, frassini, e di conifere.
Molti sono anche i funghi presenti nel sottobosco. Importante nota è in ultimo costituita dal fatto che è stata rinvenuta una particolare specie di fungo: il Crepidotus roseornatus, unico esemplare presente in Italia.

## Fauna
Nel corso degli anni il Parco dei Lagoni, protetto dalle politiche di edificazione e urbanizzazione, è riuscito a dare asilo a diverse specie di animali, tra i quali: mustelidi, rapaci, roditori, anfibie (rana rossa, rana verde, raganella e rospi) e oltre 113 specie di uccelli migratori e stanziali.
Accanto a questa fauna di tipo "spontaneo" sono collocati i pascoli e i maneggi allestiti, alcuni decenni fa, da Federico Tesio come centri per l'allevamento di cavalli.

## Rilevanze archeologiche
Il Parco dei Lagoni, inoltre, rappresenta un interessante insediamento preistorico e archeologico. Nel corso degli anni, infatti, sono stati rinvenuti diversi insediamenti, risalenti all'età del bronzo e alcune domus romane. Nel 1860, nella torbiera del Lagone, sono stati rinvenuti - per la prima volta in Italia - i resti di alcune palafitte (impalcati di legno e pali sprofondati nel limo e nella torba). Oltre alle palafitte, nel tempo, sono stati recuperati una piroga scavata in un tronco, vasi di ceramica, resti di ruote di carri agricoli e di un carro da combattimento, spilloni per capelli, pugnali, una spada e una punta di lancia in bronzo.

## Aree collegate
Il territorio è gestito dall'Ente di gestione delle aree protette del Ticino e del Lago Maggiore ed è protetto insieme al Parco naturale della Valle del Ticino, alla Riserva naturale speciale Fondo Toce, alla Riserva naturale speciale dei Canneti di Dormelletto e, infine, alla Riserva naturale orientata di Bosco Solivo.
Nella zona è stato istituito il Sito di interesse comunitario SIC Lagoni di Mercurago (IT1150002).

## Galleria d'immagini

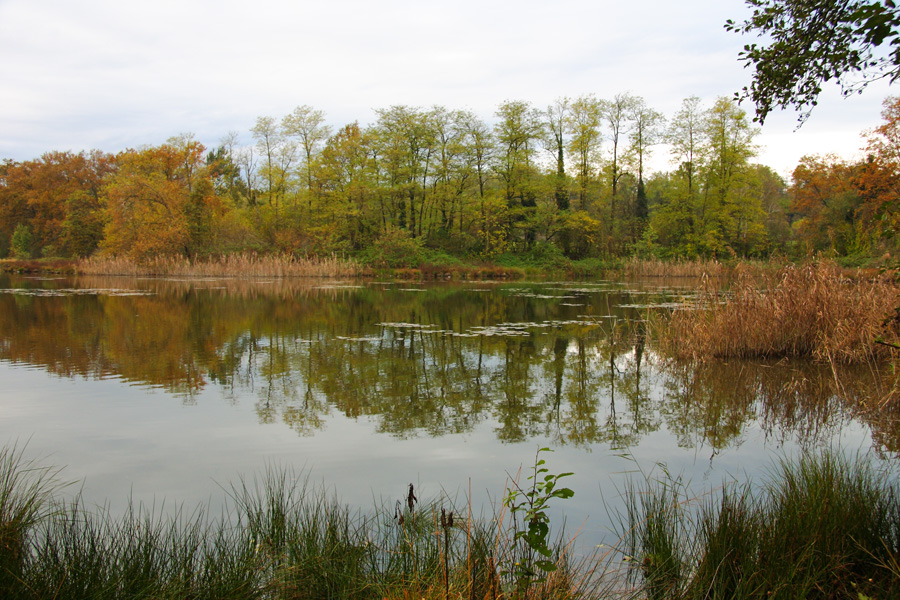
Il "lagone" al centro del parco
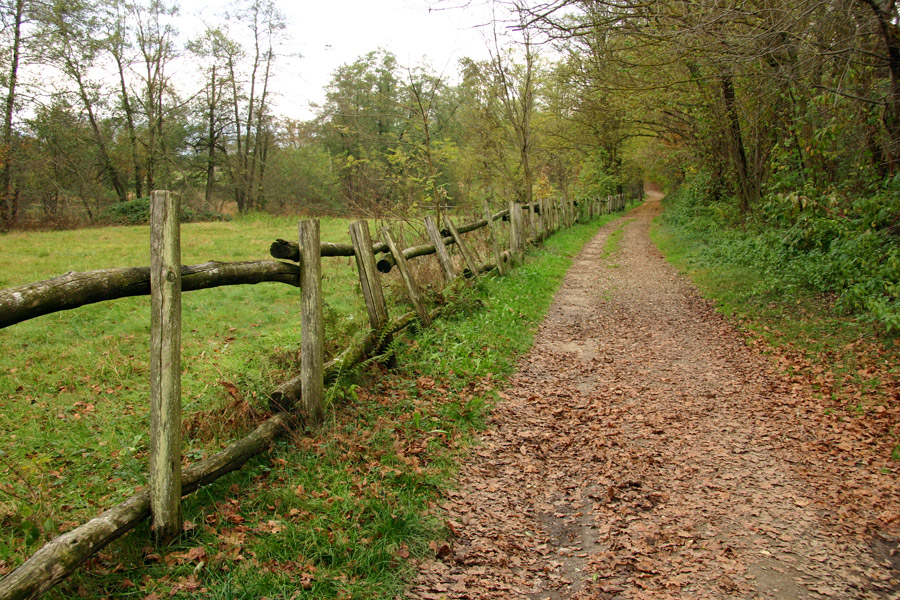
un sentiero del parco